# Międzynarodowa Akademia Nauk San Marino
Międzynarodowa Akademia Nauk San Marino (esp. Akademio Internacia de la Sciencoj San-Marino, AIS) – instytut naukowy o charakterze uniwersyteckim, założony w 1983 roku w San Marino.
AIS w komunikacji korzysta przede wszystkim z języka międzynarodowego i zdecydowała, że będzie nim esperanto. Jednak jeśli jakaś ważna, międzynarodowa organizacja wybierze inny neutralny język jako narzędzie międzynarodowej komunikacji, AIS deklaruje rozważenie wprowadzenia go u siebie (narzędzie to w esperanto ilo, ILo to także skrót od Internacia Lingvo – język międzynarodowy).
Międzynarodowa Akademia Nauk organizuje studenckie egzaminy w języku esperanto – w Polsce n.p. w 1990 roku, w Białymstoku.
Jedną z uczelni Międzynarodowej Akademii Nauk jest – w zakresie turystyki i kultury – Międzynarodowe Studium Turystyki i Kultury w Bydgoszczy (esp. Internacia Studumo pri Turismo kaj Kulturo).
Prezesem polskiej sekcji AIS był socjolog, dr hab. Zbigniew Galor.